# Expédition orientale de Jimmu

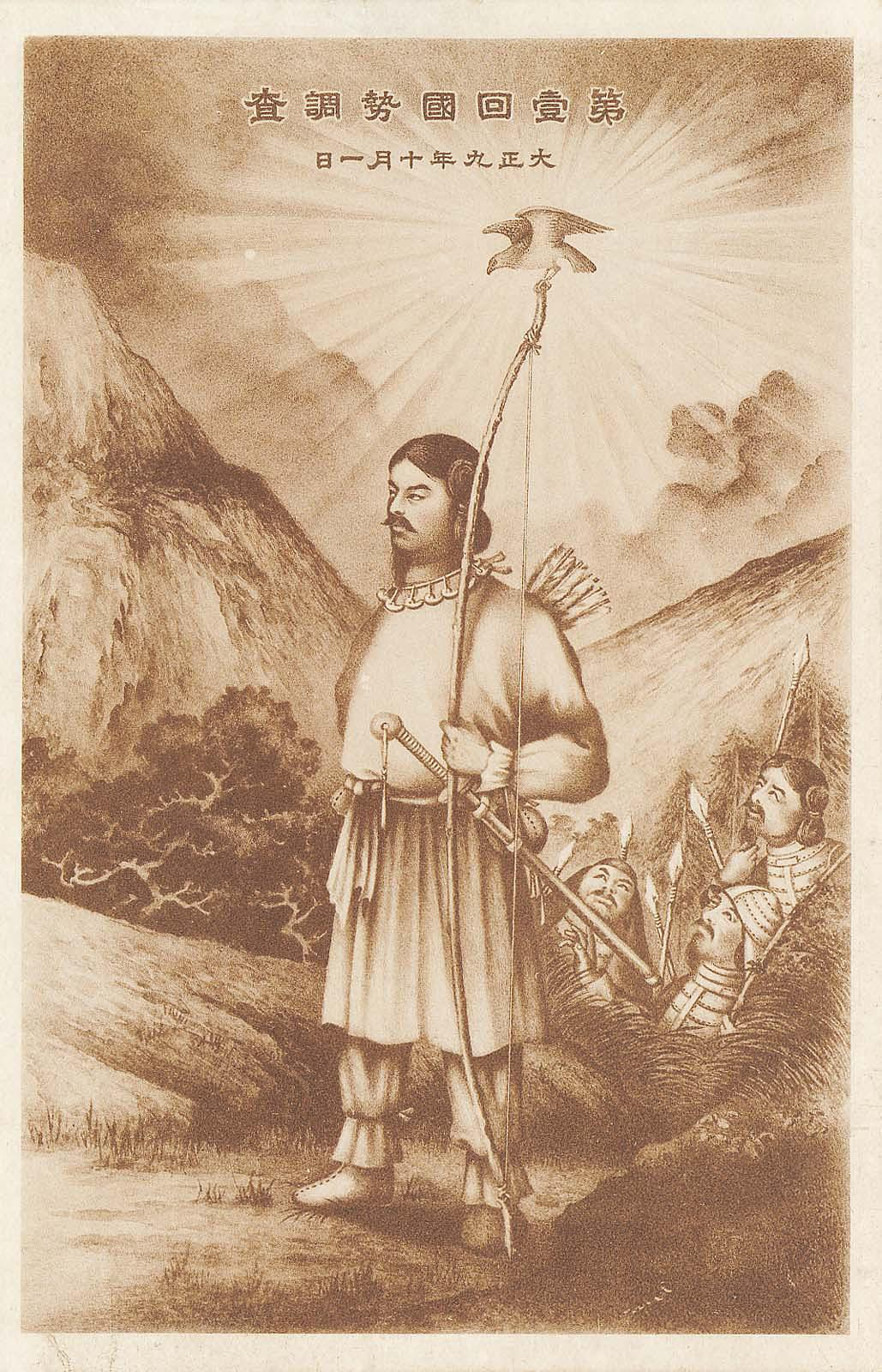
L'empereur Jinmu sur la couverture du premier recensement national, 1920.

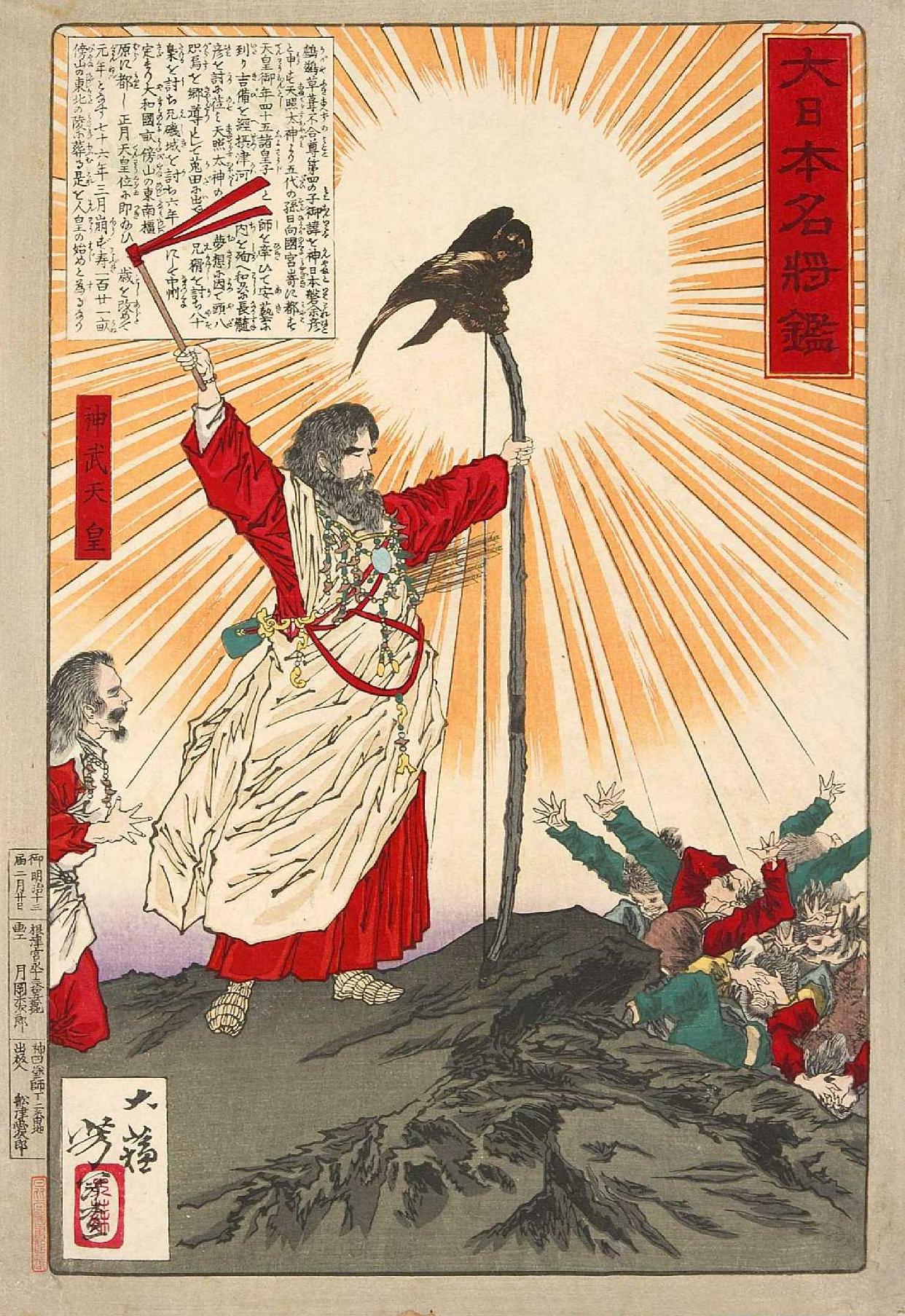
Une représentation de Jimmu barbu, tenant son arc et accompagné d'un cerf-volant doré, une œuvre du XIXe siècle réalisée par Tsukioka Yoshitoshi.

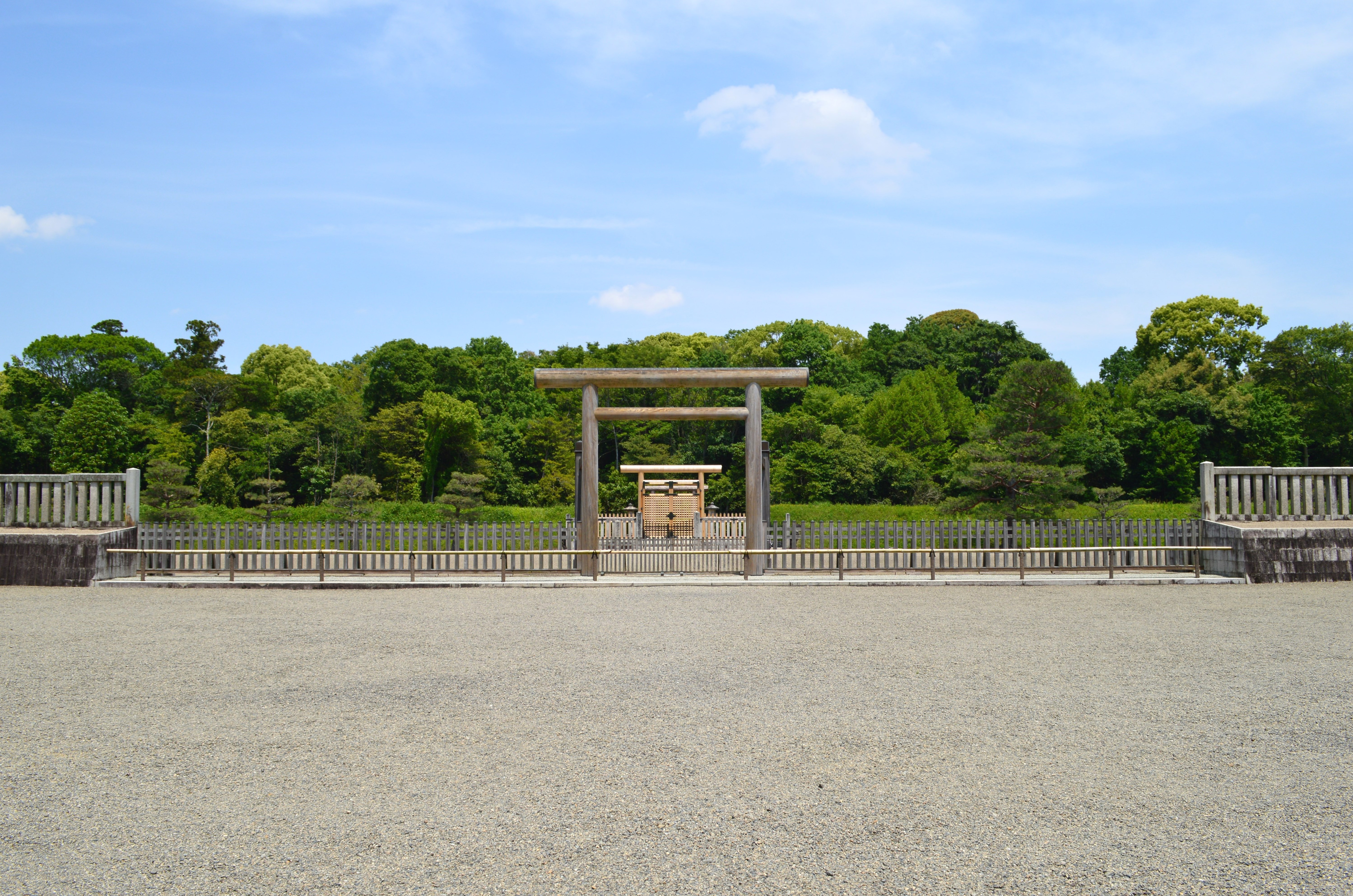
Unebi Goryō, le mausolée de Jimmu dans la ville de Kashihara, préfecture de Nara.

L'Expédition orientale de Jimmu (神武東征) décrit une série d'événements où l'empereur Jimmu, après avoir quitté la province de Hyuga, devient le premier empereur du Japon en vainquant Nagasunehiko, qui régnait sur le bassin de Nara et ses environs.

## Aperçu
Selon les chroniques Kojiki et Nihon Shoki, les frères de Jimmu sont nés à Takachiho, la partie sud de Kyūshū, dans l'actuelle préfecture de Miyazaki. Ils se dirigèrent vers l'est à la recherche d'un lieu mieux adapté pour gouverner le pays. Le frère aîné de Jimmu, Itsuse no Mikoto, a initialement dirigé la migration et a conduit le clan vers l'est à travers la mer intérieure de Seto avec l'aide du chef local Sao Netsuhiko (根津日子). Arrivés à Naniwa (l'actuelle Osaka), ils firent face à un autre chef local, Nagasunehiko (« l'homme aux longues jambes »), lors d'une bataille où Itsuse perdit la vie. Jimmu réalisa qu'ils avaient été vaincus parce qu'ils luttaient vers l'est contre le soleil, alors il décida de débarquer sur le côté est de la péninsule de Kii et de combattre vers l'ouest. Ils atteignirent Kumano et, sous la direction du corbeau à trois pattes Yatagarasu (« corbeau à huit travées »), ils s'installèrent à Yamato. Là, ils combattirent à nouveau Nagasunehiko et furent victorieux. Selon le Nihon Shoki, avant son couronnement, les armées de l'empereur Jimmu avaient vaincu un groupe d'Emishi (蝦夷). Les Emishi historiquement connus étaient un groupe ethnique qui vivait à Honshu, en particulier dans la région de Tōhoku.
À Yamato, Nigihayahi (邇芸速日), qui revendiquait également une descendance des dieux Takamagahara, était protégé par Nagasunehiko. Cependant, lorsque Nigihayahi rencontra Jimmu, il accepta sa légitimité. À ce moment-là, Jimmu serait monté sur le trône du Japon. En escaladant une montagne de Nara pour observer la mer intérieure de Seto qu'il contrôlait alors, Jimmu remarqua qu'elle avait la forme des anneaux de « cœur » fabriqués par les libellules accouplées, archaïquement appelés akitsu秋津. Un moustique a alors tenté de voler le sang royal de Jimmu mais comme Jimmu était un dieu incarné empereur, akitsumikami (現御神) , une libellule a tué le moustique. Le Japon reçut ainsi son nom classique d'Îles Libellules, ou Akitsushima (秋津島).
Selon le Kojiki, Jimmu meurt l'âge de 126 ans. Le nom posthume de l’empereur signifie littéralement « puissance divine » ou « dieu-guerrier ». On pense généralement que le nom et le personnage de Jimmu ont évolué vers leur forme actuelle juste avant l'époque où les légendes sur les origines de la dynastie Yamato étaient relatées dans le Kojiki. Il existe des récits écrits avant Kojiki ou Nihon Shoki qui présentent une version alternative de l'histoire. Selon ces récits, la dynastie de Jimmu fut supplantée par celle d'Ōjin, dont la dynastie fut supplantée par celle de Keitai. Les Kojiki et les Nihon Shoki combinèrent ensuite ces trois dynasties légendaires en une seule généalogie longue et continue.
Le site traditionnel de la tombe de Jimmu se trouve près du mont Unebi à Kashihara, préfecture de Nara.

## Voir également
- Sanctuaire Kashihara